# Panasonic M2
Il Panasonic M2, anche noto come 3DO M2, è un prototipo di console da tavolo che la The 3DO Company intendeva produrre come successore del 3DO Interactive Multiplayer. Nel 1995 la licenza per la produzione dell'hardware fu ceduta alla Matsushita Electric Industrial (proprietaria del marchio Panasonic), ma il progetto della console venne annullato ufficialmente nel 1997. La tecnologia dell'M2 fu però riutilizzata per altre apparecchiature, tra cui distributori automatici, postazioni multimediali e cinque videogiochi arcade.

## Storia
I progettisti del 3DO, Robert J. Mical e Dave Needle, iniziarono a lavorare al suo successore (col nome in codice Bulldog) già attorno al periodo del lancio del 3DO, nel 1993. Le prime anticipazioni dettagliate sulla stampa iniziarono a luglio 1994. La 3DO Company  intendeva anche offrire la stessa tecnologia in licenza ai produttori di arcade, e all'inizio del 1995 la Matsushita divenne il primo licenziatario. Un mese prima dell'Electronic Entertainment Expo 1995 furono rivelati piani ambiziosi e l'M2 iniziò ad avere intensa copertura mediatica. A luglio 1995 furono consegnati i primi kit per sviluppatori di software per M2. A dicembre 1995 la Matsushita acquisì dalla 3DO tutta l'attività di sviluppo e lancio dell'hardware della nuova console, per almeno 100 milioni di dollari secondo quanto dichiara Trip Hawkins. La 3DO sarebbe rimasta a concentrarsi sul software, con l'impegno di supportare i produttori terzi fino al 31 marzo 1997.
L'M2 aveva il potenziale per iniziare una nuova generazione di console. Hiroyuki Sakai della Matsushita dichiarò, esagerando un po', che la console sarebbe stata al livello del sistema arcade Sega Model 3. Secondo Kenji Eno (all'epoca capo della WARP, che sviluppò per M2), più realisticamente, le capacità del sistema erano intermedie tra quelle del Nintendo 64 e del Dreamcast, che comunque sarebbe stato un risultato notevole per i suoi tempi, dato che il Nintendo 64 uscì nel 1996.
La stampa all'epoca parlava di 15 videogiochi per M2 in produzione, ma sempre secondo Kenji Eno ce n'erano 20-30 solo in Giappone. Erano tutti originali, nessuna conversione di arcade, il che probabilmente avrebbe reso la console più popolare all'estero che in Giappone, dove le conversioni vendevano di più.
Tuttavia fu con la cessione alla Matsushita, meno esperta di quella tecnologia e meno incoraggiante verso gli sviluppatori terzi, che iniziò il lento declino dell'M2. Varie aziende dotate di kit di sviluppo divennero riluttanti a investire maggiormente nel progetto, dato che la Matsushita perdeva tempo. Infine a luglio 1997 il presidente della Matsushita, Yoichi Morishita, annunciò la chiusura del progetto. Le cause dichiarate furono il dominio già affermato della PlayStation, ormai difficile da contrastare, e le caratteristiche hardware dell'M2 che stavano ormai diventando superate.
La tecnologia dell'M2 venne riutilizzata per totem multimediali e costosi lettori multimediali rivolti all'ambito professionale. Venne prodotto dell'edutainment e ci furono anche giochi per i lettori, ma perlopiù casual game per anziani. In Giappone fu prodotto software per la presentazione di abitazioni come vizHouse e software sulla gestione delle emergenze. Sull'M2 si basarono presentazioni multimediali di automobili Pontiac, Chevrolet e Chrysler, distributori di bibite giapponesi, sportelli automatici russi. Tra i produttori di arcade in licenza, solo la Konami pubblicò cinque videogiochi con tecnologia M2 nel 1997-1998.
Alcuni dei kit di sviluppo originali per Panasonic M2 esistono ancora e sono ricercati pezzi da collezione.

## Videogiochi
Alcuni dei videogiochi che erano in sviluppo per la console M2, poi abbandonato:
- Clayfighter III, uscito come ClayFighter 63⅓ per Nintendo 64
- D2, seguito di D, ma del tutto diverso dal D2 poi uscito per Dreamcast; un file giocabile è stato recuperato e divulgato
- Disruptor
- IMSA World Championship Racing, il cui prototipo funzionante è stato recuperato e divulgato
- Ironblood, uscito come Iron & Blood: Warriors of Ravenloft per PlayStation e PC
- Power Crystal, un'ambiziosa avventura 3D della Perceptions, simile a The Elder Scrolls.

La Konami pubblicò i seguenti videogiochi arcade basati sulla tecnologia M2:
- Battle Tryst (1998), picchiaduro a incontri
- Evil Night (1998), sparatutto con pistola ottica
- Heat of Eleven '98 (1998), calcio
- Tobe! Polystars (1997), sparatutto a scorrimento
- Total Vice (1997), sparatutto con pistola ottica